# Leszek Klima
Leszek Klima, pierwotnie Leszek Hołownia (ur. 18 marca 1957 w Bydgoszczy) – polski trener lekkoatletyczny pracujący w Niemczech, wcześniej lekkoatleta, skoczek o tyczce, medalista halowych mistrzostw Polski i halowych mistrzostw Niemiec, reprezentant Polski.

## Kariera sportowa
Był zawodnikiem Zawiszy Bydgoszcz.
Dwukrotnie zdobywał medale halowych mistrzostw Polski seniorów: w 1977 - srebrny, w 1978 - brązowy. Na mistrzostwach Polski seniorów na otwartym stadionie najbliżej podium był w 1977 i 1979, zajmując w tych zawodach 5. miejsca.
Reprezentował Polskę na mistrzostwach Europy juniorów w 1975, zajmując 9. miejsce, z wynikiem 4,30 oraz dwukrotnie w halowych mistrzostwach Europy: w 1977 zajął 4. miejsce, z wynikiem 5,10 (konkurs wygrał Władysław Kozakiewicz, a Mariusz Klimczyk był trzeci), w 1978 był dziesiąty, z wynikiem 5,00. W 1977 reprezentował Polskę w jednym meczu międzypaństwowym.
W 1981 wyjechał do Niemiec. W 1989 został halowym wicemistrzem tego kraju.
Pracował jako trener skoku o tyczce w klubie Bayer 04 Leverkusen i równocześnie do 1996 jako laborant w laboratorium Bayer AG. W 1995 został trenerem niemieckiej reprezentacji w skoku o tyczce, równocześnie w dalszym ciągu pracuje w swoim macierzystym klubie. Jego zawodnikami byli niemieccy reprezentanci Lars Börgeling, Danny Ecker, Tim Lobinger, Michael Stolle, Malte Mohr, Tobias Scherbarth, Richard Spiegelburg, Silke Spiegelburg i Floé Kühnert oraz holenderski zawodnik Rens Blom.
Jest żonaty z Barbarą Klimą, która jest trenerem gimnastyki, po ślubie przyjął jej nazwisko.
Rekord życiowy w skoku o tyczce: 5,35 (25.02.1978 - w hali, 17.06.1979 - na otwartym stadionie).